# Елпатьево (Переславский район)
Елпа́тьево — село в Переславском районе Ярославской области при реке Нерли.
Постоянное население на 1 января 2007 года — 11 человек.

## История
В 1560 году князь Димитрий Оболенский заложил Елпатьево властям Троице-Сергиева монастыря. В начале XVII столетия Лжедмитрий отдал это село владимирскому воеводе Михаилу Вельяминову.
В 1628 году храм Вознесения Христова существовал не в самом селе Елпатьеве, а в версте от него на погосте на берегу реки Нерли. У храма был придел великомученицы Параскевы. На погосте храм существовал до 1711 года.
В 1711 году вотчинник села Елпатьева стольник Семён Васильев Готовцев перенёс храм в село. Новый деревянный храм имел также два престола в честь Вознесения Господня и святой мученицы Параскевы Пятницы. Богослужение совершалось тут в зимнее время до 1849 года, когда храм сгорел и более уже не восстановлялся.
В 1814 году новый вотчинник села Елпатьева камергер Павел Петрович Нарышкин на свои средства начал строить каменный храм. Строительство продолжалось 15 лет, новый храм был освящён в 1829 году. Престолов в каменном храме три: в честь Вознесения Господня, святых апостолов Петра и Павла и святой великомученицы Параскевы.
В 2008 году была проведена уборка в храме и произведена частичная консервация здания. В настоящее время храм находится на реставрации.
В Елпатьеве была земская народная школа.

## Население
| 1859 | 1905 | 1926 | 2007 | 2008 | 2010 |
| ---- | ---- | ---- | ---- | ---- | ---- |
| 410  | ↘221 | ↗242 | ↘11  | →11  | ↘10  |